# Alegoreza
Alegoreza – dwustopniowa metoda interpretacji przekazów znakowych (słownych i ikonograficznych).

## Metoda
Najpierw odczytuje się znaczenie dosłowne, bezpośrednie, następnie szuka się ukrytego znaczenia głównego. Metoda ta rozwinęła się w okresie starożytności i wykorzystywano ją przy odczytywaniu tekstów biblijnych.
W alegorycznej interpretacji Biblii szuka się poziomu pozaliteralnego w celu pogłębiania chrześcijańskiego poznania. Ma to służyć uobecnieniu i aktualizacji orędzia biblijnego.